# Сапожок (Саратовская область)
Сапожок — село в Ртищевском районе Саратовской области. Входит в состав Октябрьского муниципального образования.

## География
Находится на расстоянии примерно 13 километров по прямой на северо-восток от районного центра города Ртищево.

## История
Официальная дата основания — 1780 год. Село также упоминается как Камзолка и Никольское. В первой половине XIX века была построена деревянная Михайловская церковь. В канун отмены крепостного права в Сапожке насчитывалось 68 дворов и 747 жителей, в 1910 году 264 двора и 1808 жителей. После второй мировой войны село было центральной усадьбой колхоза «Мир».

## Население
Постоянное население составило 409 человек (русские 87%) в 2002 году, 352 в 2010.

## Достопримечательности

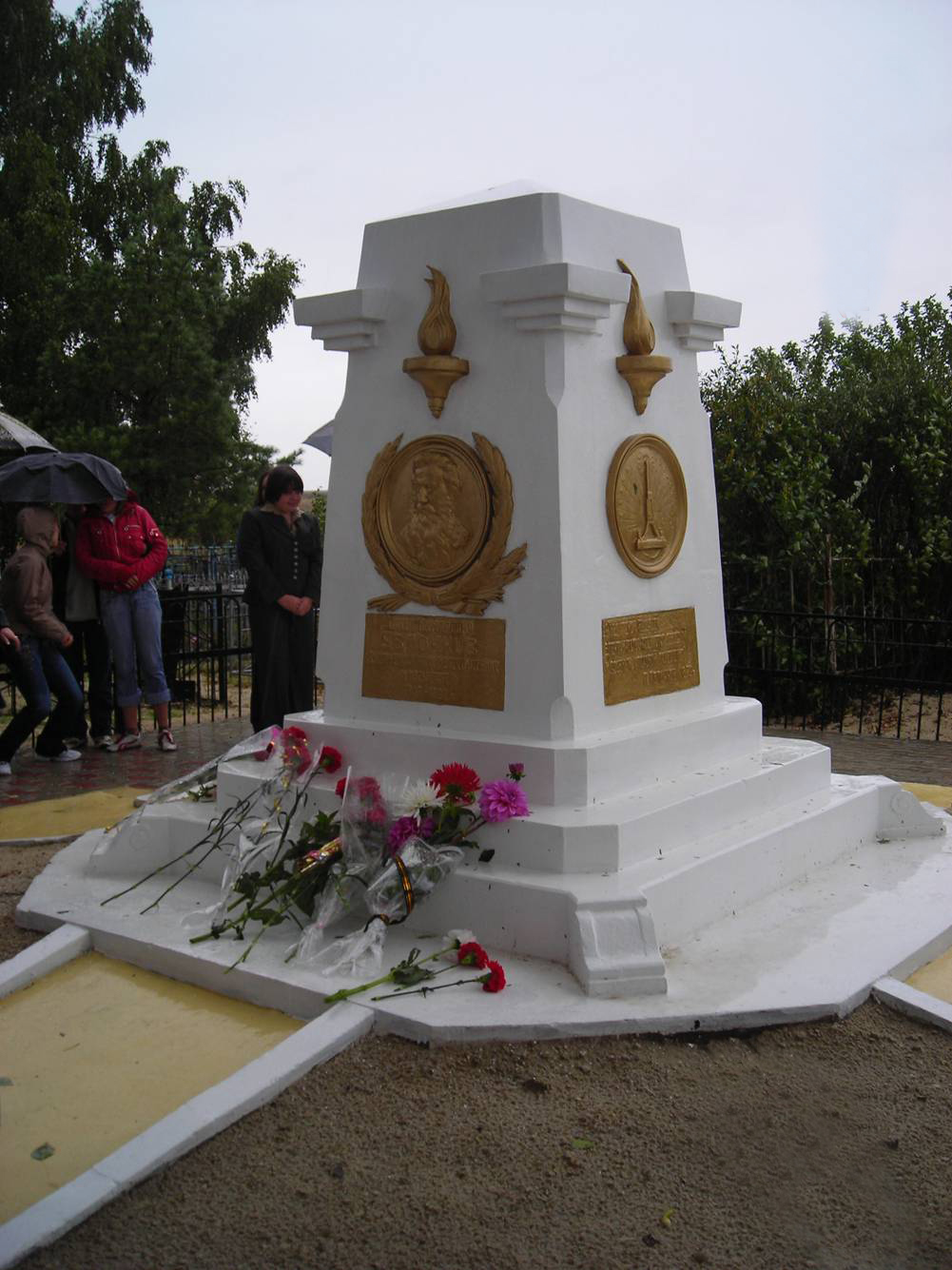
Памятник Яблочкову П. Н.

В селе Сапожок похоронен изобретатель «русского света», электротехник с мировым именем Павел Николаевич Яблочков. 23 марта 1894 года он был похоронен на окраине села Сапожок (ныне Ртищевского района), в ограде Михайло-Архангельской церкви в фамильном склепе.